# Động đất Alor 2004
Động đất Alor 2004 (tiếng Indonesia: Gempa bumi Alor 2004) là trận động đất xảy ra vào lúc 05:26 (WITA), ngày 12 tháng 11 năm 2004. Trận động đất có cường độ 7,5 Mw, tâm chấn độ sâu khoảng 10 km. Hậu quả trận động đất đã làm 23 người chết, 234 người bị thương, 7.656 công trình bị hư hại và 781 công trình bị phá hủy.